# Dax Miller
Jason Dax Miller ist ein US-amerikanischer Architekt und ehemaliger Schauspieler.

## Leben
Miller ist seit 2015 mit der Designerin Alexandra von Fürstenberg verheiratet. Miller ist Gründer und Inhaber des Architekturbüros Dax Design.
Seine erste Filmrolle hatte er 2000 im Horrorfilm Convent. Im gleichen Jahr folgte eine der Hauptrollen im Film Blood Surf – Angriff aus der Tiefe. 2001 war er in Bette, einer Fernsehsendung von Bette Midler zu sehen. Für den Spielfilm aus dem Jahre 2001 Zigs war er für das Bühnenbild zuständig.

## Filmografie
- 2000: Convent
- 2000: Blood Surf – Angriff aus der Tiefe (Krocodylus)
- 2001: Bette (Fernsehserie, Episode 1x11)